# Клеманс
Клема́нс Сен-Прё (фр. Clémence Saint-Preux, род. 29 ноября 1988, Нёйи-сюр-Сен, Париж) — французская певица.

## Биография
Младшая дочь известного композитора Сен-Прё и матери, по профессии художницы, Клеманс с юных лет росла в артистическом мире, поэтому было вполне естественно, что в детстве она занималась музыкой и пением, а также обучалась игре на фортепиано и гитаре и брала уроки танцев и комедии.
Когда ей исполнилось 12 лет, молодая девушка встретила Джонни Холлидея. Очарованный её голосом, он записал вместе с ней песню Tous Besoin d’Amour. Песня имела огромный успех во Франции (она заняла 4-е место в топ-50 в ноябре 2001 года).
Тем не менее, ей пришлось ждать до 2005 года для того чтобы выйти на музыкальную сцену.
В том же 2005 году она исполнила «Концерт для двух голосов» (фр. Concerto pour deux voix) дуэтом с Жаном-Батистом Монье, который с необычайным успехом дебютировал в 2004 году в фильме «Хористы».
«Концерт для двух голосов» — чисто вокальное произведение (из-за отсутствия слов), является адаптацией «Концерта для одного голоса», написан в 1969 году отцом Клеманс. Успех был ошеломляющий, что говорило о дальнейшем сотрудничестве юных певцов. Однако, в конце 2005 года Клеманс выпустила сольный сингл, Sans défense (Без защиты), а затем альбом La vie comme elle vient в следующем году.
18 марта 2007 года Клеманс стала четвёртым исполнителем, собравшим на сайте Sellaband более 50,000 $, что позволило ей начать запись альбома. В 2011 году она получила небольшую роль (Эми) в фильме Идеальный ребёнок, в котором также сыграли Жан-Батист Монье, Дэн Чао и Джейн Марта.
Её первый альбом, Mes Jours (My Days), был записан непосредственно после и появился в музыкальных магазинах Франции 12 декабря 2007 года. Клеманс написала три из четырнадцати песен на диске.
В 2025 году Клеманс представила обновлённую версию своей песни Sans défense, впервые выпущённой в 2005 году.

## Дискография

### Синглы
- 2001 — On a tous besoin d’amour (дуэт с Джонни Холлидеем)
- 2002 — Un seul mot d’amour
- 2005 — Concerto pour deux voix (дуэт с Жаном-Батистом Монье)
- 2005 — Sans défense
- 2006 — La vie comme elle vient
- 2007 — Où es-tu
- 2025 — Sans défense (2025)

### Альбомы
- 2008 — Mes Jours [French Version](Coming Soon)
- 2008 — Bewitching [English Version]